# The Hu
The Hu (використовується також The HU, монг. Хү хамтлаг) — монгольський рок-гурт, утворений у 2016 році. Використовують традиційні монгольські інструменти, зокрема морінхур, та монгольський горловий спів.

## Історія
Заснував гурт заслужений артист Монголії Баярмагнай Дашдондог, четверо основних виконавців — випускники Монгольської державної музичної консерваторії, а Нямжанцан є її викладачем. Дашдондог підбирав команду впродовж 7 років, відточуючи стиль Він називає створений стиль музики «гуннським роком», або «гунну-роком». Назва гурту походить від монгольського кореня монг. хү, що означає «здатне творити».
Гурт став популярним за межами Монголії після публікації відеокліпів «Yuve Yuve Yu» та «Wolf Totem» на YouTube восени 2018 року, кліпи набрали понад 25 мільйонів переглядів до жовтня 2019 року. На 11 квітня 2019 року композиція «Wolf Totem» досягла № 1 у хіт-параді журналу «Billboard» «Hard Rock Digital», що зробило «The Hu» першим монгольським музичним гуртом, який потрапив до лідерів чартів «Billboard». Крім того, «Yuve Yuve U» досяг № 7 у тому ж чарті, в той час як «Wolf Totem» дебютував під номером 22 на чарті «Billboard» «Hot Rock Songs».
17 травня 2019 року «The Hu» зустрілися з президентом Монголії Халтмаагійном Баттулгою, який привітав колектив з досягненнями в популяризації країни за кордоном.
6 червня 2019 року гурт випустив ліричне відео на третій сингл «Shoog Shoog». У червні та липні 2019 року вони провели двадцять три концерти у дванадцяти європейських країнах. Гурт випустив відеокліп на четвертий сингл «Великий Чингісхан» 23 серпня 2019 року.
«The Hu» випустили свій перший альбом «Герег» (монг. Гэрэг, англ. The Gereg) 13 вересня 2019 року. що є терміном, який використовується для охоронної грамоти часів Чингісхана. «Герег» вийшов на міжнародному рівні під лейблом «Eleven Seven Records». Гурт здійснив перше північноамериканське турне з вересня 2019 року по грудень 2019 року. 4 жовтня гурт випустив нову версію «Yuve Yuve Yu», з новим вокалом Денні Кейза (англ. Danny Case) з американського гурту «From Ashes to New». У листопаді їхня пісня «Чорний грім» була представлена у відеогрі «Star Wars Jedi: Fallen Order». 13 грудня група випустила ремікс на «Wolf Totem», у якому виступив Джейкобі Шеддікс, провідний вокаліст гурту «Papa Roach».
27 листопада 2019 року «The Hu» отримали найвищу державну нагороду Монголії, орден Чингісхана, за популяризацію монгольської культури у всьому світі.

## Склад

### Учасники
- Ценбаатар Галбадрах aka «Гала» — лідер гурту, морінхур, горловий спів (2016 — теперішній час)
- Галсанжамцин Нямжанцан aka «Джая» — тумурхур, цур, горловий спів (2016 — дотепер)
- Б. Енсайхан aka «Енкуш» — морінхур, горловий спів (2016 — дотепер)
- Н. Темуулен aka «Темка» — товшур, бек-вокал (2016 — теперішній час)[15]

Також до складу гурту входять Г. Одбаяр (барабани), A. Жамбалдорж (соло-гітара), Б. Батхуу (бас-гітара), І. М. Унумунх (перкусія).
Продюсером гурту є заслужений артист Монголії Баярмагнай Дашдондог.

## Дискографія

### Студійні альбоми
| Назва | Деталі | Найвищі місця в хітпараді | Найвищі місця в хітпараді | Найвищі місця в хітпараді | Найвищі місця в хітпараді | Найвищі місця в хітпараді | Найвищі місця в хітпараді | Найвищі місця в хітпараді | Найвищі місця в хітпараді | Найвищі місця в хітпараді | Найвищі місця в хітпараді |
| Назва | Деталі | Австралія                 | Австрія                   | Бельгія (FL)              | Канада                    | Фінляндія                 | FRA                       | Німеччина                 | Швейцарія                 | Велика Британія           | США                       |
| ----- | --- | ------------------------- | ------------------------- | ------------------------- | ------------------------- | ------------------------- | ------------------------- | ------------------------- | ------------------------- | ------------------------- | ------------------------- |
| Герег | - Вийшов: 13 вересня 2019 року - Лейбл: Eleven Seven Music - Формати: CD, цифрове завантаження, потокове передавання | 11                        | 25                        | 38                        | 73                        | 32                        | 99                        | 24                        | 14                        | 21                        | 103                       |

### Сингли
| Назва                                               | Рік      | Найвищі місця в хітпараді | Найвищі місця в хітпараді | Найвищі місця в хітпараді | Найвищі місця в хітпараді | Альбом |
| Назва                                               | Рік      | США, мейнстрімний рок     | США, рок                  | США, цифровий рок         | США, світові продажі      | Альбом |
| --------------------------------------------------- | -------- | ------------------------- | ------------------------- | ------------------------- | ------------------------- | ------ |
| «Юве Юве Ю» (сольно або з «From Ashes to New»)      | 2018 рік | 9                         | 42                        | 7                         | 2                         | Герег  |
| «Тотем вовка» (соло або разом з Джейкобі Шеддіксом) | 2018 рік | -                         | 22                        | 1                         | 1                         | Герег  |
| «Shoog Shoog»                                       | 2019 рік | -                         | -                         | -                         | 24                        | Герег  |
| «Великий Чингісхан»                                 | 2019 рік | -                         | -                         | -                         | -                         | Герег  |